# Свято-Предтеченська церква (Дудкин Гай)
Свято-Предтеченська церква — дерев'яна церква у селі Дудкин Гай Новосанжарського району Полтавської області.

## Історичні відомості
Церква в пам'ять Різдва чесного славного Пророка, Предтечі й Хрестителя Господнього Іоанна побудована на хуторах Дудкин Гай Кобеляцького повіту на місці знахідки ікони. Спорудження храму велося на кошти «прихожан и доброхотных дателей». Завершено будівництво в 1901 р.
На час освячення храму його приход разом із жителями «урочища Великая Степь» становив 1460 душ чоловічої й 1395 душ жіночої статі. Розпочинав зведення священик Іоанн Гамагін (1842—1900), а першим священиком новозбудованого храму став Іван Іванович Клепачівський, старостою — Микола Якович Нездойминога.

## Опис
Церква одноверха. Хрещата в плані споруда, зведена із соснового бруса й установлена на мурованому цоколі, має розміри по осі схід — захід 22,5 м (32 арш.) та північ — південь 17,5 м (12 арш.). До західного притвору до неї прибудована трьох'ярусна дзвіниця типу восьмерик на четверику із шатровим завершенням з маківкою. Загальна висота дзвіниці 21м (31 арш.)
Зовнішній вигляд храму основними своїми масами певною мірою відображає внутрішню концепцію просторових об'ємів.
Однакові за розмірами квадратні північна, східна, південна та прямокутна західна апсиди утворюють у плані різнокінцевий хрест. Центральний квадратний об'єм храму вищий за бічні, і на ньому за допомогою парусів установлено восьмигранний світловий барабан, який має шатрову покрівлю й завершується цибулястою маківкою з хрестом. Своїми пропорціями він організовує врівноважену композицію храму. Об'єм дзвіниці створює другу вертикальну вісь, що надає динаміку всій композиції.
З північної сторони до вівтарної апсиди прибудована квадратна в плані пономарня, а з південної — ризниця, що має свій окремий вхід. Бокові апсиди, що є гілками хреста, криті бляхою й мають двосхилий дах, якому на фасадах відповідають трикутні фронтони. Північний та південний фронтони мають досить великі вписані в трикутник вікна. Стіни храму пофарбовані в білий колір і завершуються декоративними карнизами, прикрашеними дерев'яним різьбленням, а прямокутні досить великі вікна, що дають змогу добре освітлювати внутрішній об'єм храму, декоровані трикутними сандриками. Площини стін ззовні горизонтально обшиті дошками, що по кутам закріплені вертикальними дошками-лопатками. Усі накладні дерев'яні деталі пофарбовані в синій колір і ефектно сприймаються на білому фоні стін.
Просторова організація оформлення інтер'єру значною мірою зумовлена конструктивними особливостями храму. Він має пласке банкове перекриття без будь-яких прикрас. У храмі зберігся різьблений іконостас початку XIX ст.
Храм відзначається високою досконалістю будівельної техніки. Незважаючи на те що споруда була збудована більш ніж 100 років тому, вона перебуває у відмінному стані завдяки високій якості виконання теслярських робіт і може служити прикладом дерев'яної культової архітектури початку XX ст., який без змін дійшов до нашого часу і є однією з небагатьох пам'яток цього періоду.

## Сучасність
За вівтарем церкви збереглися 6 поховань. Три з них належать настоятелям храму — священику Іоанну Гамагіну, два інших не означені. Дві могили родини Дігтярів, одна — невідома. На могилі священика І. Гамагіна зберігся надмогильний пам'ятник із полірованого сірого граніту, що має вигляд невисокої тумби з вирізьбленим розкритим Євангелієм та завершенням у вигляді хреста. На передній частині пам'ятника — напис: «Священникь Іоанн-ь Гамагин-ь род. 1842 г. сконч. 1900 г.». На розташованих поряд могилах священиків установлено дерев'яні, пофарбовані синьою олійною фарбою хрести без будь-яких підписів. На невеликій віддалі від вівтаря — три розташовані в ряд могили, на яких установлено ковані металеві хрести, два з яких мають таблички з нержавіючої сталі. Приналежність першого поховання невідома, два інших — це поховання Захара Олексійовича Дігтяря (1875—1920), Олексія Васильовича Дігтяря (1845−1920). За огорожею храму, на південний захід від нього, на полі збереглася могила, на якій встановлено кованого хреста з портретом на кераміці, але без підпису.